# Walfrid Bergström
Knut Walfrid Bergström, född 30 mars 1884 i Gävle, död 27 juni 1951 i Sollentuna, var en svensk filmfotograf.

## Filmfoto
- 1907 – Konung Oscar II:s likbegängelse
- 1907 – Den glada änkan
- 1908 – Amerikaminnen
- 1908 – Dans ur "Surcouf"
- 1909 – Skilda tiders danser
- 1910 – Two-step
- 1911 – Ryska sällskapsdanser
- 1911 – Pas de deux och Brahms Ungerska danser
- 1911 – Hon fick platsen eller Exkonung Manuel i Stockholm